# Öjersbyn (naturreservat)
Öjersbyn är ett naturreservat i Årjängs kommun i Värmlands län.
Området är naturskyddat sedan 2017 och är 144 hektar stort. Reservatet sträcker sig från norska gränsen till västra stranden av Dammtjärnen. Reservatet består i väster av naturskogsartad lövrik barrskog granskog, och i öster av små kärr och tallskog. höjderna av tallskog. 